# (385185) 1993 RO
(385185) 1993 ROは、冥王星族に属する太陽系外縁天体の1つである。
1993 ROは1993年9月14日にデビッド・C・ジューイットとジェーン・ルーによって発見された。これは冥王星を除き、初めて発見された冥王星族の小惑星である。また冥王星、(15760)アルビオン、(181708) 1993 FWに次いで発見された太陽系外縁天体で、同年9月18日に公開された国際天文学連合回報（IAUC）5865号にて発見が報告された。発見当時の視等級は23.1等級であった。冥王星と比較すると、離心率や軌道傾斜角は小さな値を持ち、特に軌道傾斜角はほとんど傾いていない。
1993 ROは、絶対等級8.4という値から、直径が約93 kmと推定されている小さな小惑星である。B-R色指数の値から、表面は赤色を帯びていると考えられている。